# Suillia femoralis
Suillia femoralis är en tvåvingeart som först beskrevs av Friedrich Hermann Loew 1862.  Suillia femoralis ingår i släktet Suillia och familjen myllflugor. Arten har ej påträffats i Sverige. Inga underarter finns listade i Catalogue of Life.